# پروپالیلونال
پروپالیلونال (انگلیسی: Propallylonal) یک مشتق باربیتورات با اثرات ضدتشنج، خواب‌آور و آرام‌بخش است.